# Paolo Rocco Gualtieri
 Paolo Rocco Gualtieri (Supersano, 1 de fevereiro de 1961) é um diplomata e prelado italiano da Igreja Católica pertencente ao serviço diplomático da Santa Sé.

## Biografia
Foi ordenado sacerdote em 24 de setembro de 1988, sendo incardinado em Ugento-Santa Maria di Leuca. É licenciado em direito canônico e em Teologia Dogmática.
Ingressou no serviço diplomático da Santa Sé em 1 de julho de 1996, e posteriormente atuou nas Representações Pontifícias em Papua Nova Guiné, República Dominicana e na Seção de Relações com os Estados da Secretaria de Estado.
Em 13 de abril de 2015, o Papa Francisco o nomeou núncio apostólico para Madagascar, sendo consagrado como arcebispo-titular de Sagone em 30 de maio, na Basílica de São Pedro, pelas mãos de Pietro Parolin, Cardeal Secretário de Estado, coadjuvado por Paul Richard Gallagher, Secretário para as Relações com os Estados e por Vito Angiuli, bispo de Ugento-Santa Maria di Leuca.
Em 26 de setembro de 2015, foi nomeado núncio apostólico nas Seicheles, em Maurício em 24 de outubro e delegado apostólico em Comores com função delegada para as Ilhas Reunião, em 13 de novembro.
Em 6 de agosto de 2022, Francisco o nomeou núncio apostólico no Peru.
É fluente, além do italiano nativo, em inglês, espanhol e francês.